# 私のおウチはHON屋さん
『私のおウチはHON屋さん』（わたしのおウチはほんやさん）は、横山知生による日本の漫画作品。『月刊ガンガンJOKER』（スクウェア・エニックス）2010年2月号から2013年7月号まで連載。

## ストーリー
小学5年生の女の子・中沢みゆには大きな悩みがある。それは、中沢家の家業が祖父の代から50年続いている恥ずかしい本の専門店であること。そうは言ったものの、店主である父・しげるを放っておけるはずもなく閉店の危機には体を張ってコスプレを披露し、来客の求める本を確実に在庫から見つけ出すスーパー店員ぶりを発揮するのであった。

## 登場人物
中沢 みゆ（なかざわ みゆ）
主人公。宇都宮市立富士目小学校5年生。祖父の代から続く恥ずかしい本専門の店・中沢書店の一人娘。母親が家を飛び出した理由は6年前に自分が何の悪気も無く発した一言に違いないと思い詰めており、普段は家業に対する忌避感が強いものの閉店の危機には自ら来客にコスプレを披露し、絵本代わりに読んでいた恥ずかしい本の知識を武器にあらゆる需要に応えるスーパー店員ぶりを発揮する。
中沢 しげる（なかざわ しげる）
みゆの父で、中沢書店の2代目店主。自分の父が50年前に開業した店を実質、1人で取り仕切っている。妻は6年前より別居中。
ピーチ山田（ピーチやまだ）
中沢書店の近所に住んでいる漫画家。25歳。高校在学中から付き合っていた声優志望の彼と「20歳までに自分の漫画がアニメ化されて彼がキャスティングされたら結婚する」と約束していたが、ヒット作に恵まれないまま20歳を過ぎてしまい切羽詰まっていた所で、みゆをモデルに漫画を描きたいと頼み込む。その結果、中沢父娘の協力で完成した漫画は少女漫画でなく成人向け漫画になり、さらにその漫画のOVA化が決定した。

## 単行本
- 横山知生 『私のおウチはHON屋さん』 スクウェア・エニックス〈ガンガンコミックスJOKER〉、全8巻
  1. 2010年9月22日初版発行 ISBN 978-4-7575-3002-7
  2. 2011年1月22日初版発行 ISBN 978-4-7575-3130-7
  3. 2011年5月21日初版発行 ISBN 978-4-7575-3240-3
  4. 2011年10月22日初版発行 ISBN 978-4-7575-3395-0
  5. 2012年3月22日初版発行 ISBN 978-4-7575-3531-2
  6. 2012年9月22日初版発行 ISBN 978-4-7575-3698-2
  7. 2013年3月22日初版発行 ISBN 978-4-7575-3905-1
  8. 2013年8月22日初版発行 ISBN 978-4-7575-4041-5